# Haris Seferović
Haris Seferović, född 22 februari 1992, är en schweizisk fotbollsspelare av bosnisk härkomst som spelar för Galatasaray, på lån från Primeira Liga-klubben SL Benfica och det schweiziska landslaget.

## Klubbkarriär
Den 20 juli 2022 lånades Seferović ut av Benfica till turkiska Galatasaray på ett säsongslån.

## Landslagskarriär
Seferović debuterade i Schweiz landslag den 6 februari 2013 mot Grekland. Han var med i Schweiz trupp vid fotbolls-VM 2014, 2018 och 2022.  Som ung grabb vann han U17-VM i fotboll och var lagets målgeting.